# Eparquía de San Nicolás de Chicago
La eparquía de San Nicolás de Chicago (en latín: Eparchia Sancti Nicolai Chicagien(sis) Ucrainorum y en inglés: Ukrainian Catholic Eparchy of Saint Josaphat in Parma) es una circunscripción eclesiástica greco-católica ucraniana de la Iglesia católica en Estados Unidos, sufragánea de la archieparquía de Filadelfia. La eparquía tiene al obispo Venedykt Aleksiychuk, M.S.U. como su ordinario desde el 20 de abril de 2017. 
En el Anuario Pontificio la Santa Sede usa el nombre Saint Nicholas of Chicago degli Ucraini y en el sitio web de la Iglesia greco-católica ucraniana el nombre utilizado es en ucraniano: Пармська святого Йосафата.

## Territorio y organización
La eparquía extiende su jurisdicción sobre los fieles católicos de rito bizantino greco-católico ucraniano residentes en el oeste de Estados Unidos, al oeste del límite occidental de Ohio y de los ríos Misuri y Misisipi, comprendiendo los estados de: Arizona, California, Colorado, Illinois, Indiana, Kansas, Míchigan, Minnesota, Misuri, Nebraska, Dakota del Norte, Oregón, Texas, Utah, Washington, Wisconsin, Nevada, Alaska, Hawái, Idaho, Iowa, Montana, Wyoming, Nuevo México, Oklahoma, Dakota del Sur, Arkansas y Luisiana.
La sede de la eparquía se encuentra en la ciudad de Chicago, en donde se halla la Catedral de San Nicolás.
En 2020 en la eparquía existían 45 parroquias agrupadas en 4 decanatos: Chicago (Wisconsin, Illinois e Indiana) y de Detroit (Míchigan), en donde mayor es la presencia de ucranianos greco-católicos; y los deanatos del Sudoeste y del Centro-norte.
South/West Deanery
- En el estado de Arizona:
  - Dormition of The Mother of God en Phoenix
  - Saint Michael en Tucson
- En el estado de California:
  - Saint Andrew the First-Called Apostle en Sacramento
  - Immaculate Conception en San Francisco
  - Saint John the Baptizer en el Our Lady of Perpetual Help Parish Center de La Mesa
  - Nativity of the Blessed Virgin Mary en Los Ángeles
  - Saint Peter Mission en Ukiah
  - Holy Transfiguration Monastery - Monks of Mt. Tabor en Redwood Valley
  - Saint Volodymyr Mission en Santa Clara
  - Holy Wisdom en el Christ the King Passionist Retreat Center de Citrus Heights
- En el estado de Oregón: 
  - Nativity of the Mother of God en Springfield
- En el estado de Texas: 
  - Protection of the Mother of God en Houston
  - Saint Sophia Mission en The Colony
- En el estado de Utah: 
  - Salt Lake City Mission en la Saint Jude Maronite Catholic Church de Murray

North/Central Deanery
- En el estado de Colorado:
  - Transfiguration of Our Lord en Denver
- En el estado de Kansas:
  - Holy Apostles Mission en el Via Christi Medical Center, St. Francis de Wichita
- En el estado de Minesota: 
  - Saint Constantine en Mineápolis
- En el estado de Misuri: 
  - Saint Joseph en St. Joseph
- En el estado de Nebraska: 
  - Assumption of the Blessed Virgin Mary en Omaha
  - Saint George en Lincoln
- En el estado de Dakota del Norte: 
  - Saint Demetrius en Belfield
  - Saint John the Baptist en Belfield
  - Saint Michael en Minot
  - SS. Peter and Paul en Wilton

Chicago Deanery
- En el estado de Illinois:
  - Immaculate Conception en Palatine
  - Saint Joseph en Chicago
  - Saint Mary en Madison
  - Saint Michael en Chicago
  - Nativity of the Blessed Virgin Mary en Palos Park
  - Saint Nicholas Ukrainian Catholic Cathedral en Chicago
  - SS. Volodymyr & Olha en Chicago
- En el estado de Indiana:
  - Saint Josaphat en Munster
  - Saint Michael en Mishawaka
- En el estado de Misuri: 
  - Saint Mary's Assumption en San Luis
- En el estado de Washington: 
  - Our Lady of Zarvanycia en Seattle
- En el estado de Wisconsin: 
  - Saint Michael en Milwaukee

Detroit Deanery
- En el estado de Míchigan:
  - Holy Ascension en Plymouth
  - Immaculate Conception en Hamtramck
  - Saint John the Baptist en Detroit
  - Saint Josaphat en Warren
  - Saint Michael en Grand Rapids
  - Saint Michael the Archangel en Dearborn
  - Our Lady of Perpetual Help en Dearborn Heights
  - Skete of Holy Transfiguration Monastery - Society of Saint John en Eagle Harbor
  - Saint Vladimir en Flint

## Historia
La eparquía fue erigida el 14 de julio de 1961 con la bula Byzantini ritus del papa Juan XXIII, separando territorio de la archieparquía de Filadelfia.

Ab eparchia metropolitana Philadelphiensi Ucrainorum quasdam regiones distrahimus, ex iisque novam constituimus eparchiam 8. Nicolai Chicagiensis Ucrainorum, cuius territorium erit confine : ad septemtrionem Canadiae; ad occidentem solem, Oceano Pacifico; ad meridiem, Mexico; ad orientem denique solem, Civitatibus vulgo Ohio, Kentucky, Tennessee, Mississipi. Nova eparchia, quam Sedi metropolitanae Philadelphiensi Ucrainorum suffraganeam volumus, in urbe vulgo Chicago eparchialem sedem habeat, et sacram aedem Sancto Nicolao dicatam, ibidem exstantem, tamquam eparchiale templum, quod quidem ad cathedralis aedis dignitatem attollimus, omnibus datis congruis iuribus.

## Estadísticas
De acuerdo al Anuario Pontificio 2021 la eparquía tenía a fines de 2020 un total de 12 780 fieles bautizados.
| Año                                                                             | Población            | Población | Población      | Sacerdotes | Sacerdotes    | Sacerdotes    | Bautizados por sacerdote | Diáconos permanentes | Religiosos | Religiosos | Parroquias |
| Año                                                                             | Bautizados católicos | Total     | % de católicos | Total      | Clero secular | Clero regular | Bautizados por sacerdote | Diáconos permanentes | Varones    | Mujeres    | Parroquias |
| ------------------------------------------------------------------------------- | -------------------- | --------- | -------------- | ---------- | ------------- | ------------- | ------------------------ | -------------------- | ---------- | ---------- | ---------- |
| 1966                                                                            | ?                    | ?         | ?              | 45         | 35            | 10            | 0                        |                      | 10         | 21         | 36         |
| 1970                                                                            | 29 800               | ?         | ?              | 44         | 34            | 10            | 677                      |                      | 10         |            | 26         |
| 1976                                                                            | 29 912               | ?         | ?              | 46         | 34            | 12            | 650                      |                      | 12         | 17         | 36         |
| 1980                                                                            | 30 030               | ?         | ?              | 43         | 31            | 12            | 698                      | 2                    | 13         | 20         | 38         |
| 1990                                                                            | 26 000               | ?         | ?              | 50         | 36            | 14            | 520                      | 6                    | 24         | 9          | 37         |
| 1999                                                                            | 9500                 | ?         | ?              | 59         | 44            | 15            | 161                      | 11                   | 15         | 4          | 36         |
| 2000                                                                            | 12 000               | ?         | ?              | 63         | 49            | 14            | 190                      | 10                   | 15         | 4          | 38         |
| 2001                                                                            | 10 000               | ?         | ?              | 55         | 42            | 13            | 181                      | 12                   | 15         | 4          | 37         |
| 2002                                                                            | 10 000               | ?         | ?              | 51         | 38            | 13            | 196                      | 12                   | 13         | 2          | 37         |
| 2003                                                                            | 10 000               | ?         | ?              | 51         | 38            | 13            | 196                      | 12                   | 13         | 2          | 37         |
| 2004                                                                            | 12 000               | ?         | ?              | 54         | 42            | 12            | 222                      | 14                   | 28         | 3          | 40         |
| 2009                                                                            | 10 000               | ?         | ?              | 56         | 46            | 10            | 178                      | 12                   | 15         | 4          | 45         |
| 2010                                                                            | 10 500               | ?         | ?              | 61         | 48            | 13            | 172                      | 12                   | 19         | 4          | 38         |
| 2012                                                                            | 10 000               | ?         | ?              | 58         | 46            | 12            | 172                      | 10                   | 17         | 3          | 38         |
| 2014                                                                            | 11 000               | ?         | ?              | 50         | 38            | 12            | 220                      | 11                   | 16         | 5          | 39         |
| 2015                                                                            | 11 000               | ?         | ?              | 60         | 48            | 12            | 183                      | 11                   | 16         | 5          | 47         |
| 2017                                                                            | 12 500               | ?         | ?              | 65         | 53            | 12            | 192                      | 12                   | 18         | 3          | 45         |
| 2020                                                                            | 12 780               | ?         | ?              | 65         | 53            | 12            | 196                      | 12                   | 18         | 3          | 45         |
| Fuente: Catholic-Hierarchy, que a su vez toma los datos del Anuario Pontificio. |                      |           |                |            |               |               |                          |                      |            |            |            |

## Episcopologio
- Jaroslav Gabro † (14 de julio de 1961-28 de marzo de 1980 falleció)
- Innocent Hilarion Lotocky, O.S.B.M. † (22 de diciembre de 1980-2 de julio de 1993 retirado)
- Michael Wiwchar, C.SS.R. (2 de julio de 1993-29 de noviembre de 2000 nombrado eparca de Saskatoon)
- Richard Stephen Seminack † (25 de marzo de 2003-16 de agosto de 2016 falleció)
- Venedykt Aleksiychuk, M.S.U., desde el 20 de abril de 2017